# Golfo de Manfredonia
El golfo de Manfredonia es un golfo de la costa oriental de Italia, una gran ensenada del mar Adriático, entre el promontorio del Gargano, al norte, y la desembocadura del río Ofanto, al sur.
La franja litoral a lo largo del golfo, que se extiende más de 60 km, es rocosa al norte, con sugerentes vistas dominando el mar, y arenosa en el resto, con breves tramos de marismas en el centro.
En el golfo desembocan los ríos Candelaro (70 km), Cervaro (105 km) y Carapelle (98 km). De los centros urbanos que se asoman al golfo, la ciudad homónima de Manfredonia es el más importante.